# Astrophyton muricatum
Astrophyton muricatum is een slangster uit de familie Gorgonocephalidae.
De wetenschappelijke naam van de soort werd in 1816 gepubliceerd door Jean-Baptiste de Lamarck.